# Ijiraq (mjesec)
Ijiraq (također Saturn XXII) je prirodni satelit planeta Saturna. Vanjski nepravilni satelit iz Inuitske grupe s oko 12 kilometara u promjeru i orbitalnim periodom od 451.4 dana.